# Ishmael Toroama
Ishmael Toroama (Roreinang, 28 de febrer de 1969) és un polític i president de la Regió Autònoma de Bougainville des del 2020. És un antic comandant de l'Exèrcit Revolucionari de Bougainville.

## Biografia
Toroama es va unir a l'Exèrcit Revolucionari de Bougainville (BRA) al començament de la Guerra Civil de Bougainville, als 19 anys, i de seguida es va convertir en un dels seus comandants de camp. El 1997 va ser ferit per una granada propulsada per coets. El 1999 es va convertir en el cap de defensa del BRA, succeint a Sam Kauona. Com a cap de defensa, va ser un dels signants de l'Acord de Pau de Bougainville de 2001, es va oposar a la facció separatista encapçalada per Francis Ona, i va participar en el programa liderat per l'Organització de les Nacions Unides per al desarmament dels antics rebels. Arran del conflicte, es va enriquir convertint-se en intermediari del procés de reconciliació, per a després oferir «protecció» als comerciants locals. Més endavant es va convertir en agricultor de cacau.
Toroama es va presentar repetidament sense èxit per al càrrec després de la signatura de l'Acord de Pau de Bougainville i l'establiment del Govern Autònom de Bougainville. A les eleccions generals de Bougainville de 2010 es va presentar sense èxit a l'escó de South Nasioi, i a les eleccions generals de Papua Nova Guinea de 2012 no va aconseguir l'escó de Central Bougainville. A les eleccions generals de Bougainvillean de 2015 es va presentar a la presidència, quedant segon per darrere de John Momis.
A finals del 2019 es va celebrar el referèndum sobre la independència de Bougainville, amb un resultat del 98% a favor de la independència. El desembre de 2019 va anunciar la seva intenció de presentar-se a la presidència a les eleccions generals de Bougainvillean de 2020. Posteriorment va presentar el Partit de l'Aliança Popular de Bougainville per a disputar la Cambra de Representants de Bougainville guanyant la presidència. Va jurar oficialment com a president el 25 de setembre de 2020 i va nomenar el seu gabinet el 2 d'octubre de 2020 que haurà de liderar les negociacions amb el govern de Papua Nova Guinea per a la independència de Bougainville. Ha declarat com a prioritats consolidar el servei policial de Bougainville per a millorar la seguretat de la població i el manteniment de l'ordre, i lluitar contra la corrupció dins dels òrgans de govern i de la funció pública. Ishmael Toroama està casat amb Betty Toroama, amb qui té 3 fills: Doreen, Esau i Victor.